# Clásica de San Sebastián 2007
La 27º edición de la Clásica de San Sebastián se disputó el 4 de agosto de 2007, por un circuito por Guipúzcoa con inicio y final en San Sebastián, sobre un trazado de 225 kilómetros.
La prueba perteneció al UCI ProTour 2007.
El ganador inicial de la carrera fue el italiano Leonardo Bertagnolli al imponerse en el sprint a su compañero de fuga Juan Manuel Gárate. Lo perdería por dopaje.

## Clasificación final
| Posición | Ciclista             | Equipo                | Tiempo     |    |
| -------- | -------------------- | --------------------- | ---------- | -- |
| DSQ      | Leonardo Bertagnolli | Liquigas              | 5h 12' 43" | 40 |
| 2        | Juan Manuel Gárate   | Quick Step-Innergetic | m. t.      | 30 |
| 3        | Alejandro Valverde   | Caisse d'Epargne      | + 18"      | 25 |
| 4        | Alessandro Ballan    | Lampre-Fondital       | m. t.      | 20 |
| 5        | Carlos Barredo       | Quick Step-Innergetic | m. t.      | 15 |
| 6        | Mikel Astarloza      | Euskaltel-Euskadi     | m. t.      | 11 |
| 7        | Carlos Sastre        | Team CSC              | m. t.      | 7  |
| 8        | Íñigo Landaluze      | Euskaltel-Euskadi     | + 28"      | 5  |
| 9        | Xavier Florencio     | Bouygues Telecom      | m. t.      | 3  |
| 10       | Giovanni Visconti    | Quick Step-Innergetic | + 37"      | 1  |